# Велика акула
«Велика акула» (англ. Big Shark) — американський драматичний фільм жахів, зрежисований та спродюсований Томмі Вайзо. Ґреґ Сестеро, Ісая Лаборд та Томмі Вайзо є сценаристами фільму, також вони грали в головних ролях.
Світова прем'єра фільму повинна була відбутися у Кінотеатрі принца Чарльза у вересні 2019 року, але була перенесена на 2023 рік.

## Сюжет
Троє пожежників, Джорджі (Ґреґ Сестеро), Тім (Ісая Лаборд) і Патрік (Томмі Вісо), повинні врятувати Новий Орлеан від акули-вбивці.

## В ролях
| Актор        | Роль        |
| ------------ | ----------- |
| Ґреґ Сестеро | Джорджі     |
| Ісая Лаборд  | Тім         |
| Томмі Вайзо  | Патрік      |
| Ханна Мутон  | [ 1 ] [ 1 ] |

## Виробництво

### Зйомки
Зйомки розпочалися 7 лютого 2019 року у Лафаєтті, штат Луїзіана, та тривали два тижні.

## Реліз
Світова прем'єра фільму повинна була відбутися у Кінотеатрі принца Чарльза у вересні 2019 року, але була перенесена. 21 липня 2020 року Вісо повідомив, що фільм вийде в прокат «незабаром».